# Minster-on-Sea
Minster-on-Sea är en civil parish i grevskapet Kent i sydöstra England. Den ligger i distriktet Swale, på Isle of Sheppey. Civil parishen hade 17 392 invånare vid folkräkningen år 2021. Den bildades den 1 april 2003.
Civil parishen utgörs i norr av orten Minster och i söder främst av sumpmark, där den övergivna byn Elmley återfinns.